# پرئوبراژنسکایا (باشقیرستان)
پرئوبراژنسکایا (انگلیسی: Preobrazhenskaya, Republic of Bashkortostan) یک شهرک در شهرستان ایگلینسکی استان باشقیرستان کشور روسیه است.